# صنبور بحري

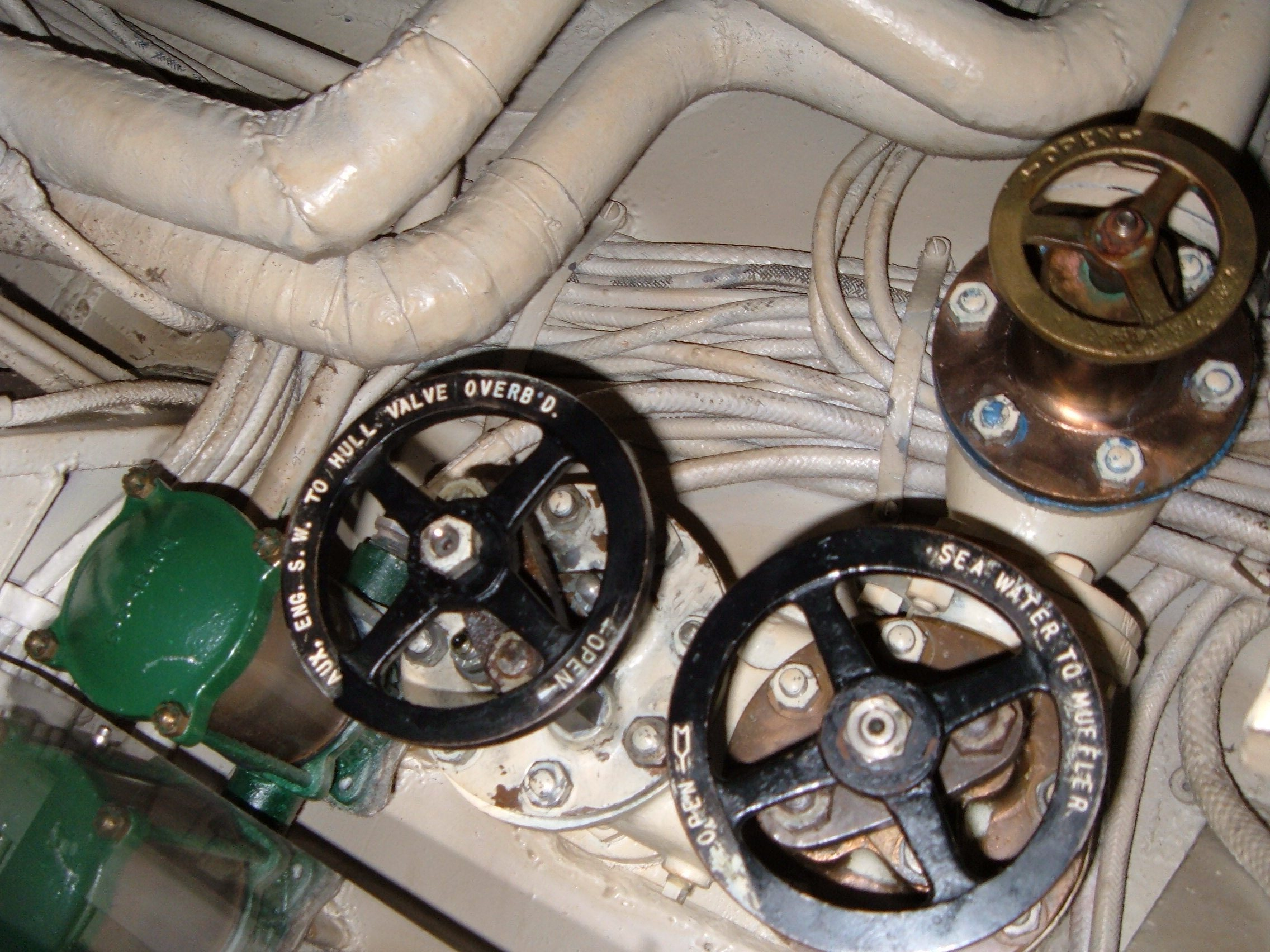
غرفة مُحرك لصمامات مياه البحر

الصنبور البحري أو صنبور مياه البحر هو صمّام على بدن القارب أو السفينة، يَسمح بتدفق المياه إلى الحوض، ويُستخدم لأغراض مُتعددة مثل تبريد المُحرك أو صنبور الماء المالح داخل السفينة، وخارج السفينة يُستخدم في حوض الصرف الصحي أو المِرحاض، كما هو الحال بالنسبة لاستنزاف بالوعة أو مِرحاض. غالباً ما تكون هذه الصنابير إنتاج صمامات كينغستون.
يتم ترك صنابير مياه البحر مفتوحة أو مُغلقة حسب الحالة، غالبًا ما تعمل على تغذية نظام مُغلق، مثل نظام تبريد المُحرك حيث تُترك مفتوحة. قد يتم فتح صنابير مياه المُتصلة بشيء مفتوح، مثل مصرف الحوض عندما تكون في الميناء ولكن يتم إغلاقها عندما تُصبح في البحر، والسبب في ذلك هو أنهُ عندما يكون القارب مستويًا، فإن الصرف أو الفُتحة الأخرى ستكون دائمًا فوق خط الماء، وإلا ستتدفق المياه إلى الداخل.
في البحر، عندما يتدحرج القارب في الأمواج، قد يكون الفتح في بعض الأحيان تحت الخط المائي ويثستخدم لغمر القارب تدريجيا حتى يتم إغراقه.
على نفس المِنوال، تم تصميم بعض القوارب البحرية في السفن الحربية لإغراق السفينة عند فتح الصنابير. عادتاً يتم ذلك لمنع تفجير الذخيرة في حالة نشوب حريق، أو للحفاظ على هيكل السفينة بسبب أضرار المعركة (الفيضانات المُضادة). بالإضافة إلى ذلك، يُعد فتح الصنابير البحرية أحد الأساليب الرئيسية الُمستخدمة لإغراق سفينة حتى لا يتمكن العدو من الاستيلاء عليها (على سبيل المثال إغراق الأسطول الألماني في سكابا فلو في عام 1919).